# 菱湖镇
菱湖镇，是中国浙江省湖州市南浔区下属的一个镇，总面积108平方公里，辖28个行政村和3个居委会，常住人口10万人 。该镇地处杭嘉湖平原中部，湖州市区以南27公里，杭州以北90公里，水网密布，拥有大片的桑基鱼荡，是著名的丝绸、鱼虾产地，该镇也是沈尹默、沈兼士、沈迈士等众多名人的家乡。

## 歷史
菱湖镇是一个历史悠久的江南水乡古镇。古代神話后羿射日和嫦娥奔月的傳說就發生在菱湖鎮射中村。5000至3000年前就已有先進的良渚文化，4700年前的防風氏，又是古代著名的抗洪英雄，菱湖鎮屬於古防風國轄區。
古名秀溪，又名淩波塘。原是被用來種菱的大湖，早于唐宝历元年(公元825年)，刺史崔元亮修建凌波塘(印塘路)及秀溪桥(即务桥)。遂于塘与桥之间集市成镇。贸易繁盛，时有“水市一之称（见《唐书》）。周围湖泊，处处种菱，唐诗僧皎然诗中有「秋色起菱湖」及「路入菱湖深」等句，每年秋季“叢叢菱葉隨波起，朵朵菱花背日開”。因「其地宜菱，以旁菱湖而名。」於是，淩波、秀溪、龍湖則成了菱湖鎮的別名。
北宋初，罷鎮將、設巡檢寨，屬歸安縣。南宋時興市厘，建橋修路，設務關掌茶酒稅務，設四柵，初具市鎮規模。明朝洪武十五年（1382年）設菱湖鎮，置稅庫局務官，設予備倉；成化年間設湖秀巡檢署，後設思溪河泊所。至明朝嘉靖萬曆年間（1522年-1620年）經濟繁榮，蠶絲發達，池蕩人工養魚遍布，成為「東南巨都」、「歸安雄鎮」；清朝乾隆年間以後，歸安縣主簿署移駐菱湖，設厘稅局，並進入相當繁榮時期，「弟宅雲連，蔚為冠蓋」。光緒二年（1876年）人口達6656人，成為湖州府第一大鎮。1912年民國廢歸安、烏程二縣，合並為吳興縣，菱湖為縣屬鎮。

## 沿革
- 唐屬烏程縣；
- 宋屬歸安縣；
- 民國元年（1912年）屬吳興縣；

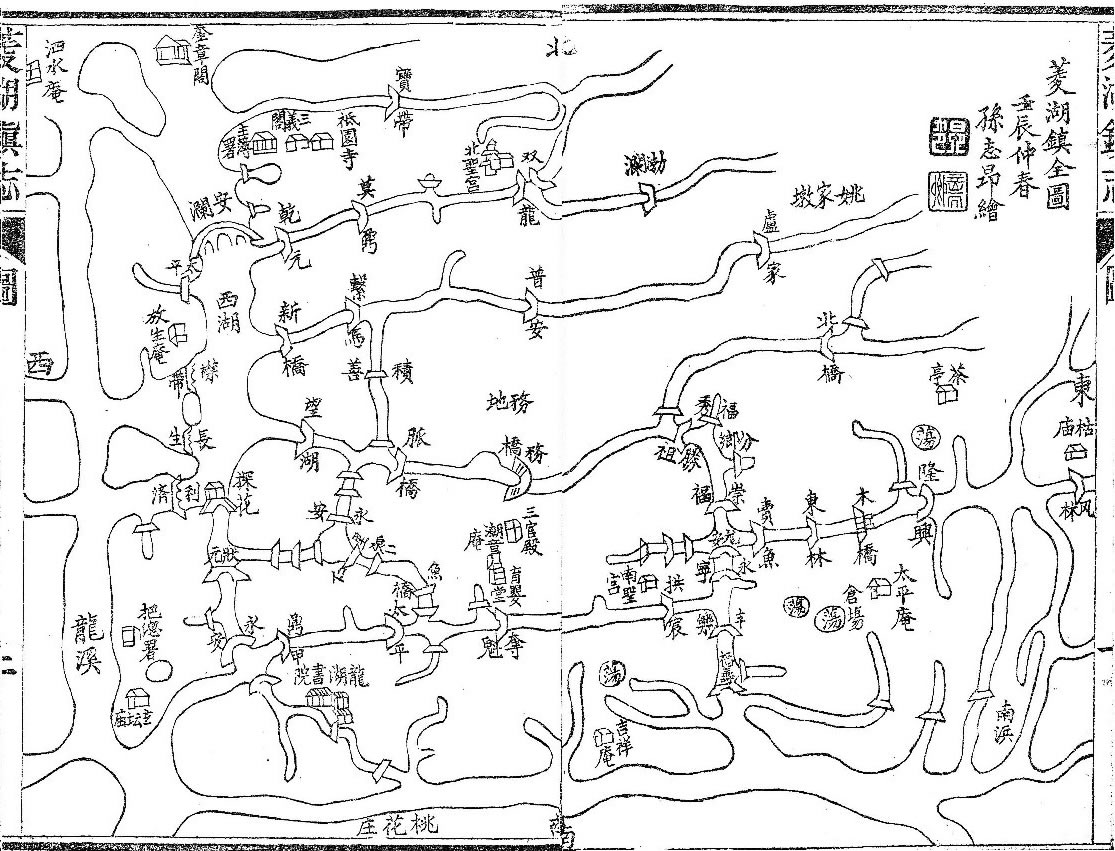
公元1893年的菱湖鎮地图

- 1949年4月28日，菱湖和平解放，為吳興縣直屬鎮。1949年5月至1954年10月，吳興縣委縣政府機關設在菱湖鎮。
- 1958年屬菱湖公社。
- 1959年恢複菱湖鎮，鎮人民政府設在廣場橋北堍，系原菱湖區委、溪西公社所在地。
- 1986年11月，溪西鄉撤銷，並入菱湖鎮。
- 1993年隸屬菱湖區。
- 1999年10月，下昂鎮、新溪鄉並入菱湖鎮。
- 2003年行政區劃改革撤銷菱湖區，改為南潯區所轄。

## 行政區劃
2007年，菱湖鎮下轄6個社區、28個行政村（574個村民小組），鎮政府駐地為菱湖鎮東柵路8號。
- 社區：西栅社区、东栅社区、南栅社区、北栅社区、下昂社区、建豐社区。

- 行政村（括注村民小组数）：東河(14)、南浜(14)、勤勞(14)、王介墩(22)、陳邑(16)、楊介巷(25)、費介埭(21)、勤儉(18)、水產(6)、沈介埭(6)、南雙林(36)、盧介莊(33)、永福(17)、菱東(19)、建豐(17)、永豐(16)、達民(24)、思溪(27)、下昂(23)、新廟里(33)、竹墩(22)、六堡里(23)、射中(38)、千豐(28)、三溪(20)、山塘(14)、許聯(16)、楊港(12)。

现下辖以下地区：西栅社区、东栅社区、北栅社区、下昂社区、南栅社区、建丰社区、东河村、南浜村、勤劳村、王家墩村、陈邑村、杨家巷村、费家埭村、勤俭村、水产村、沈家埭村、南双林村、卢家庄村、永福村、菱东村、建丰村、永丰村、达民村、思溪村、下昂村、新庙里村、竹墩村、六堡里村、射中村、千丰村、三溪村、山塘村、许联村和杨家港村。

## 文物保护单位
| 编号               | 名称                                      | 年代               | 地址                                | 类别                       | 图片               | 备注                 |
| 浙江省文物保护单位 | 浙江省文物保护单位                        | 浙江省文物保护单位 | 浙江省文物保护单位                  | 浙江省文物保护单位         | 浙江省文物保护单位 | 浙江省文物保护单位   |
| ------------------ | ----------------------------------------- | ------------------ | ----------------------------------- | -------------------------- | ------------------ | -------------------- |
| 5-42               | 种德桥                                    | 明                 | 南浔区菱湖镇竹墩村前丘              | 古建筑                     |                    | 2005年，原为市保6-20 |
| 7-113              | 安澜桥                                    | 清                 | 南浔区菱湖镇北栅                    | 古建筑                     |                    | 2017年，原为市保6-25 |
| 湖州市文物保护单位 |                                           |                    |                                     |                            |                    |                      |
| 6-3                | 汲水桥遗址                                | 西周至春秋         | 南浔区菱湖镇思溪村                  | 古遗址                     |                    |                      |
| 6-23               | 孙氏世德堂                                | 清                 | 南浔区菱湖镇东栅                    | 古建筑                     |                    |                      |
| 6-24               | 长寿桥                                    | 清                 | 南浔区菱湖镇射中村                  | 古建筑                     |                    |                      |
| 6-34               | 杨光泩祖居                                | 近代               | 南浔区菱湖镇北桥浜                  | 近现代重要史迹及代表性建筑 |                    |                      |
| 7-6                | 塔后遗址                                  | 新石器晚期至商周   | 南浔区菱湖镇思溪村                  | 古遗址                     |                    |                      |
| 7-23               | 宝蓄桥                                    | 清                 | 南浔区菱湖镇射中村                  | 古建筑                     |                    |                      |
| 7-24               | 孔河桥                                    | 明                 | 南浔区菱湖镇山塘村                  | 古建筑                     |                    |                      |
| 7-25               | 道仁桥                                    | 清                 | 南浔区菱湖镇建丰村                  | 古建筑                     |                    |                      |
| 7-26               | 水东村古桥群，含 - 永安桥 - 通明桥 - 竹桥 | 清                 | 南浔区菱湖镇许联村                  | 古建筑                     |                    |                      |
| 7-27               | 长寿桥                                    | 明                 | 南浔区菱湖镇南商林村                | 古建筑                     |                    |                      |
| 8-42               | 三省堂                                    | 民国               | 南浔区菱湖镇西栅社区                | 近现代重要史迹及代表性建筑 |                    |                      |
| 8-43               | 南浔桑基鱼塘                              | 唐代至今           | 南浔区菱湖镇射中村、和孚镇荻港村    | 其他                       |                    |                      |
| 9-3                | 中共吴兴县委旧址                          | 中华民国           | 南浔区菱湖镇北栅社区酱园弄1号       | 近现代重要史迹及代表性建筑 |                    |                      |
| 9-4                | 姚醒吾故居旧址                            | 中华民国           | 南浔区菱湖镇北栅社区日晖弄16—1、2号 | 近现代重要史迹及代表性建筑 |                    |                      |
| 9-16               | 青龙桥                                    | 清                 | 南浔区菱湖镇南浜行政村              | 古建筑                     |                    |                      |